# چاه آبی ابوالقاسم ابراهیمی
چاه آبی ابوالقاسم ابراهیمی یک منطقهٔ مسکونی در ایران است که در دهستان سرخه واقع شده‌است.